# El amor, las mujeres y la muerte
El amor, las mujeres y la muerte es un libro hecho de recopilaciones de ensayos del filósofo alemán Arthur Schopenhauer . El libro trata sobre lo que considera el filósofo del siglo XIX sobre los temas mencionados en el título del libro. 

## Argumento
Schopenhauer comienza el libro con el fragmento de un poema de Gottfried August Bürguer sobre el amor. Prosigue entonces a mencionar como es que el amor ha sido un tema muy recurrente en todos los grandes artistas, señalando principalmente la literatura. Empieza un cuestionamiento sobre es que esta situación perdura y porqué sigue presentándose como una problemática en el arte.

### El amor
El filósofo después asegura que el amor ha sido un tema abandonado por la filosofía. Destaca su importancia en general en la vida y su papel respecto al ser humano. Menciona que el amor ha sido quien ha llevado a los hombres a grandes hazañas, así como también los ha enloquecido. Schopenhauer comienza entonces a desarrollar el tema.Primero dice que no tiene que basarse o mencionar a otros filósofos anteriores a él ya que estos no desarrollaron bien el tema ni tampoco se acercaron a lo que, según Schopenhauer, es el verdadero significado e importancia del amor. Habla que como Platón trató al amor en El Banquete pero que después no habló nada más de eso. Cita a Spinoza en una frase que dijo sobre el amor y una vez más asegura que es lo único que toca del tema. Menciona la abstención del tema en las obras de Kant y finaliza escribiendo que lo que escribe es totalmente tesis propia que no necesita fundamentos de otros filósofos.
El filósofo entonces prosigue a explicar el amor. Asegurando que ultimadamente la única razón por la cual nos enamoramos es para poder procrear y poder continuar con la especie. Menciona que nosotros como seres humanos debemos de buscar a una persona que se asemeje a nosotros en carácter y en físico para que podamos crear a un hijo perfecto, el mismo Schopenhauer habla de este ser como de una idea platónica que se busca alcanzar. Así pues, el enamoramiento, según el filósofo, engendra a un ser con equilibrio que remonte las mejores cualidades del padre y la madre. Asegura que, si este ser no es concebido con amor, si la relación es destructiva y poco aceptable, entonces el hijo que nazca de esta relación será uno “mal constituido, sin armonía y desgraciado" según Schopenhauer.
Nos dice que nosotros naturalmente nos fijaremos en alguien que tenga cosas que concuerden con nosotros. A su vez señala que esta voluntad de nosotros de elegir a nuestra pareja es más bien una ilusión, ya que, según Schopenhauer, es más bien la voluntad de la naturaleza la que elige a quien escogemos. Schopenhauer lo explica diciendo que nosotros elegimos a nuestras parejas de maneras instintivas, así como al nacer buscamos por instinto la teta de nuestra madre para poder amamantar. Ese instinto que tenemos es por la voluntad de la naturaleza de hacer que nuestra especie siga viva. Por lo tanto, de acuerdo con Schopenhauer, nosotros realmente nunca escogemos a nuestra pareja, es la naturaleza misma la que mediante el instinto nos acerca a una persona del sexo opuesto para que podamos procrear un ser armonioso. Schopenhauer afirma así que no existe realmente voluntad nuestra al elegir a nuestra pareja, sino más bien estamos condenados a hacer la voluntad de la naturaleza. Sin embargo, elegiríamos nosotros también ciertas características no muy importantes de acuerdo con la naturaleza como color de cabello, ojos, estatura, etc. Schopenhauer dice que a las personas les atraerá las que tengan un carácter opuesto al de ellos. Pone por ejemplo que a las mujeres les gusten los hombres de unos treinta años, varoniles y fornidos. “[...] De aquí procede que a menudo amen las mujeres a hombres feísimos, pero nunca a hombres afeminados, porque no pueden ellas neutralizar semejante defecto”
Al ser nosotros esclavos de la naturaleza y que es su voluntad a la que se le obedece al elegir a una pareja para poder procrear, Schopenhauer llega a la conclusión de que cuando esta persona elegida por la naturaleza no corresponde al hombre, entonces niega a la naturaleza y por lo tanto es lo que lleva a los hombres a cometer actos como violaciones, asesinatos y suicidios. Son así los crímenes pasionales, a su vez, crímenes contra la naturaleza según Schopenhauer

### Las mujeres
Schopenhauer después prosigue a señalar que la mujer tiene una inteligencia menor en comparación a la del hombre, una especie de “miopía intelectual”. Son las mujeres las que no se pueden analizar de manera amplia un tema o situación, sino de manera muy corta y en un tiempo presente. El filósofo dice que son menos capaces en el arte, que son mentirosas y traidoras. Las mujeres por lo tanto no están destinadas a los grandes trabajos o labores del mundo. Su único propósito, de acuerdo con Schopenhauer, es el de la reproducción de la especie. “No debería haber en el mundo más que mujeres de interior, aplicadas a los quehaceres domésticos, y jóvenes solteras […] que se formasen […] no en la arrogancia, sino en el trabajo y en la sumisión”.

### La muerte
Prosigue Schopenhauer a hablar sobre la muerte. Habla sobre cómo el individuo es irrelevante, efímero. Los individuos mueren, pero la especie prevalece. Es la naturaleza la que hace que todo siga su curso, mata y da vida. “El oráculo de la Naturaleza se extiende a nosotros. Nuestra vida, nuestra muerte, no le conmueven y no debieran emocionarnos, porque nosotros también formamos parte de la Naturaleza”. La muerte pues, según Schopenhauer, no amenaza la voluntad de vivir.